# Kubok Ukraïny 1992
La Kubok Ukraïny 1992 (in ucraino Кубок України?) fu la 1ª edizione del torneo. La competizione iniziò il 16 febbraio 1992 e terminò il 31 maggio dello stesso anno.

## Risultati

### Primo turno
| Squadra 1                     | Risultato       | Squadra 2                    |
| ----------------------------- | --------------- | ---------------------------- |
| Kolos Nikopol'                | 1 – 2           | Polіssja Žytomyr             |
| Stal' Alčevs'k                | 2 – 1           | Zakarpattja                  |
| Vahonobudivnyk                | 1 – 1 (4–3 dcr) | Chimik Sjevjerodonec'k       |
| Avtomobilist Sumy             | 1 – 0           | Nyva Ternopil'               |
| Volyn'                        | 2 – 3           | Torpedo Zaporižžja           |
| Odessa                        | 1 – 1 (5-4 dcr) | Sudnobudivnyk Mykolaïv       |
| CSKA Kiev                     | 1 – 2           | Kryvbas                      |
| Vorskla                       | 1 – 0           | Desna Černihiv               |
| Artania                       | 1 – 3           | Zorja                        |
| Skala 1911 Stryj              | 1 – 0           | Nyva Vinnycja                |
| Karpaty                       | 1 – 0           | Ros' Bila Cerkva             |
| Dnipro Čerkasy                | 1 – 0           | Veres Rivne                  |
| Podillja                      | 1 – 1 (1-3 dcr) | Bukovyna Černivci            |
| Krystal Čortkiv               | 2 – 0           | Prykladnyk                   |
| Šachtar Pavlohrad             | 2 – 1           | Krystal Cherson              |
| Halyčyna Drohobyč             | 0 – 2           | Naftovyk-Ukrnafta            |
| Sevastopol'                   | 0 – 2           | Tavrija                      |
| Temp Šepetivka                | 1 – 2           | Kremin' Kremenčuk            |
| Polihraftechnika Oleksandrija | 0 – 0 (4–3 dcr) | Prykarpat'e Ivano-Frankivs'k |

### Secondo turno
| Squadra 1          | Risultato       | Squadra 2                     |
| ------------------ | --------------- | ----------------------------- |
| Polіssja Žytomyr   | 1 – 0           | Stal' Alčevs'k                |
| Vahonobudivnyk     | 2 – 0           | Avtomobilist Sumy             |
| Torpedo Zaporižžja | 3 – 0           | Odessa                        |
| Kryvbas            | 2 – 1           | Vorskla                       |
| Zorja              | 1 – 2           | Skala 1911 Stryj              |
| Karpaty            | 0 – 0 (4–2 dcr) | Dnipro Čerkasy                |
| Bukovyna Černivci  | 1 – 0           | Azovec' Mariupol'             |
| Krystal Čortkiv    | 2 – 0           | Šachtar Pavlohrad             |
| Naftovyk-Ukrnafta  | 3 – 1           | Tavrija                       |
| Kremin' Kremenčuk  | 2 – 0           | Polihraftechnika Oleksandrija |

### Ottavi di finale
| Squadra 1          | Totale | Squadra 2           | Andata | Ritorno |
| ------------------ | ------ | ------------------- | ------ | ------- |
| Polіssja Žytomyr   | 5 – 8  | Čornomorec'         | 4 – 1  | 1 – 7   |
| Vahonobudivnyk     | 1 – 7  | Metalurh Zaporižžja | 1 – 0  | 0 – 7   |
| Torpedo Zaporižžja | 6 – 1  | Kryvbas             | 6 – 0  | 0 – 1   |
| Skala 1911 Stryj   | 2 – 3  | Dinamo Kiev         | 1 – 1  | 1 – 2   |
| Karpaty            | 1 – 3  | Šachtar             | 1 – 2  | 0 – 2   |
| Bukovyna Černivci  | 2 – 5  | Dnipro              | 1 – 2  | 1 – 3   |
| Krystal Čortkiv    | 1 – 4  | Metalist            | 1 – 2  | 0 – 2   |
| Naftovyk-Ukrnafta  | 2 – 1  | Kremin' Kremenčuk   | 1 – 1  | 1 – 0   |

### Quarti di finale
| Squadra 1          | Totale | Squadra 2          | Andata | Ritorno |
| ------------------ | ------ | ------------------ | ------ | ------- |
| Čornomorec'        | 3 – 1  | Torpedo Zaporižžja | 2 – 0  | 1 – 1   |
| Torpedo Zaporižžja | 2 – 1  | Dinamo Kiev        | 1 – 0  | 1 – 1   |
| Šachtar            | 6 – 1  | Dnipro             | 6 – 0  | 0 – 1   |
| Metalist           | 2 – 1  | Naftovyk-Ukrnafta  | 2 – 0  | 0 – 1   |

### Semifinali
| Squadra 1   | Totale | Squadra 2          | Andata | Ritorno |
| ----------- | ------ | ------------------ | ------ | ------- |
| Čornomorec' | 3 – 1  | Torpedo Zaporižžja | 3 – 1  | 0 – 0   |
| Metalist    | 2 – 1  | Šachtar            | 1 – 0  | 1 – 1   |

### Finale
| Arbitro: | Yevhen Kanana (Donec'k) |

|                |           |  |
| Cymbalar' 107’ | Marcatori |  |